# Juliana Furtado
Juliana Furtado (Nueva York, 4 de abril de 1967) es una deportista estadounidense que compitió en ciclismo de montaña en las disciplinas de campo a través y descenso. Ganó dos medallas de oro en el Campeonato Mundial de Ciclismo de Montaña, en los años 1990 y 1992.

## Palmarés internacional
| Campeonato Mundial | Campeonato Mundial       | Campeonato Mundial | Campeonato Mundial |
| Año                | Lugar                    | Medalla            | Competición        |
| ------------------ | ------------------------ | ------------------ | ------------------ |
| 1990               | Durango (Estados Unidos) | Medalla de oro     | Campo a través     |
| 1992               | Bromont (Canadá)         | Medalla de oro     | Descenso           |

## Palmarés
1989
- Campeonato de Estados Unidos en Ruta